# Slag bij Mantinea (418 v.Chr.)

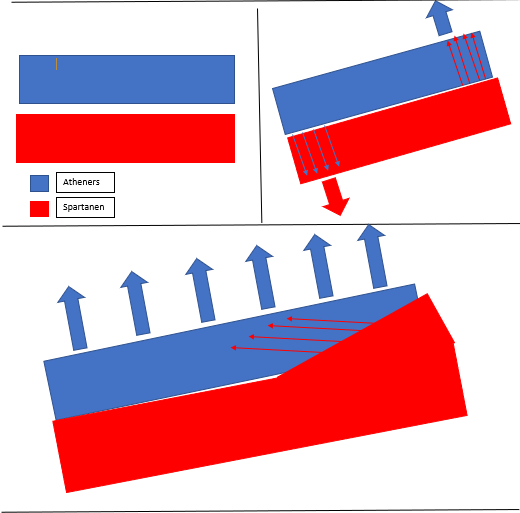
Verloop van de slag

De Slag bij Mantinea was een veldslag in de Peloponnesische Oorlog in 418 v.Chr. tussen Sparta en de Argeische Liga, een alliantie van Griekse stadstaten onder leiding van Argos en Athene. In deze slag versloeg Sparta Argos beslissend. Dit resultaat bevestigde de Spartaanse hegemonie over de Peloponnesos.

## Aanleiding
In 421 v.Chr. sloten Athene, leider van de Delische bond, en Sparta, leider van de Peloponnesische bond vrede. Hiermee brachten ze een einde aan de Archidamische oorlog, het eerste deel van de Peloponnesische oorlog. Daarnaast sloten Sparta en Athene (zonder hun bondgenoten te noemen) een bondgenootschap van 50 jaar.
In eerste instantie leek de vrede nageleefd te worden. Zowel Sparta als Athene liet krijgsgevangenen vrij en Sparta zond ambassades uit om gebieden die Athene beloofd waren terug over te dragen. Thucydides betoogt echter dat de opvolgende gebeurtenissen laten zien dat de oorlog niet ten einde was, maar dat beide partijen feitelijk met elkaar een ongemakkelijke wapenstilstand waren aangegaan, waarbij aan beide kanten grote oppositie tegen vrede bleef.
Veel bondgenoten van Sparta voelden zich benadeeld en sloten zich niet aan bij de vrede. Dit was in het voordeel van Argos, want een oorlog met Sparta was op handen. De dertigjarige vrede die Argos met Sparta had gesloten gedurende de eerste Peloponnesische oorlog stond op het punt af te lopen. De Argeiers hadden de ambitie om de hegemonie over de Peloponnesos van de Spartanen over te nemen. Mantinea en Elis besloten over te lopen en bondgenoten te worden van Argos.
Onderwijl sloot Thebe met Sparta een onafhankelijk bondgenootschap, in ruil voor de teruggave van het fort van Panactum aan Athene. Het sluiten van dit bondgenootschap was echter in strijd met het 50-jarige bondgenootschap. Daarnaast droegen de Boeotiërs Panactum wel over, maar vernietigden ze het fort. Woedend over deze gang van zaken sloten de Atheners ook een bondgenootschap met Argos.
Het was duidelijk dat Sparta zwak stond en de grip op haar bondgenoten aan het verliezen was. Argos zag haar kans en verklaarde de oorlog aan de Spartaanse bondgenoot Epidauros. Sparta kon deze aanval niet aan zich laten voorbij gaan en bereidde zich voor op oorlog.

## Wat vooraf ging
In de winter van 419/418 v.Chr. versterkten de Spartanen Epidauros met 300 man onder commando van Agesippidas. In de zomer van 418 v.Chr. verzamelde de Spartaanse koning Agis II vervolgens een leger bij Philus en marcheerde naar Argos. De Spartanen werden hierbij gesteund door de Beotiërs, Korinthers, Philianen, Tegeanen en andere Arcadische bondgenoten van Sparta. Volgens Thucydides was dit het beste Griekse leger dat samengesteld was in een hele lange tijd.
De Argeiers kregen lucht van de Spartaanse veldtocht en zette haar eigen leger in, gesteund door Mantinea en Elis. Nog voordat Athene te hulp kon komen, sloot Agis door een onverwachte route te nemen het Argeische leger in tussen de Beotiërs, Korinthers en Spartanen. Thrassylus en Alciprhon, leiders van Argos, wisten onder witte vlag echter een wapenstilstand van vier maanden te bewerkstelligen bij Agis. Hierop volgend trok Agis zonder uitleg aan zijn bondgenoten zijn leger terug.
Thucydides verklaart niet waarom deze wapenstilstand gesloten werd. Het vermoeden bestaat onder historici dat Agis met Thrassylus en Alciprhon probeerde een oligarchie te bewerkstelligen in Argos, die sympathiek zou staan tegenover Sparta. De gevolgen waren echter slecht voor leiders aan beide kanten: De Spartanen dreigden met een enorme boeten en de vernietiging van het huis van Agis, terwijl de Argeische leider Thrassylus met moeite een steniging konden ontwijken.
Nadat de Spartanen zich teruggetrokken hadden arriveerden de Atheners, en wist Alcibiades de Argeiers en overige bondgenoten ervan te overtuigen de wapenstilstand naast zich neer te leggen en Orchomenus in te nemen. Vervolgens besloten de bondgenoten Tegea te belegeren. De Spartanen wisten met ongekende snelheid hun leger te hergroeperen en onder leiding van Agis, die zijn landgenoten met moeite had weten te overtuigen hem nog een kans te geven, samen met haar bondgenoten te verzamelen bij Mantinea.

## De slag
Toen de Argeiers het Spartaanse leger aan zagen komen namen ze een sterke positie in op een heuvel. De Spartanen lanceerde direct een aanval, maar Agis besloot op het laatste moment van de slag af te zien, nadat een van de Spartanen hem toeriep niet een eerder vergissing uit te wissen met een nog grotere vergissing. Hierna besloot hij de rivier, die een voortdurend conflict was tussen Tegea en Mantinea, te verleggen, in de hoop daarmee het Argeische leger uit te lokken tot een veldslag in open terrein. De Argeische leiders, die te maken hadden met troepen die zich eerder ook beroofd voelden van een slag, leidde hun leger de heuvel af en sloegen kamp op op de vlakte.
De volgende dag namen de Argeiers slagpositie in op het veld (uit het zicht van de Spartanen) en verrasten ze hiermee het Spartaanse leger, dat op de terugweg was van hun waterwerken. Agis reageerde echter daadkrachtig: Het leger formeerde zich in slagorder direct vanuit marsorder.

### Slagorde
Thucydides beschrijft de slagorde van beide legers in detail. (Bron is Thucydides 5.67, 5.68, tenzij anders genoemd):
Het Spartaanse leger, van links naar rechts, geflankeerd door cavalerie:
- Linkerflank: 600 Sciritae
- Enkele honderden veteranen en bevrijde heloten uit de campagne van Brasidas[20]
- De Spartaanse divisies 10-12.000 hoplieten [20][21] met Agis in het centrum met zijn 300 'lijfwachten'[22]
- Troepen van Heraea (Arcadia)
- De Maenaliërs
- Tegeanen
- Enkele Spartanen aan de uiterste rechtse flank

Het Argeische leger daar tegenover:
- 2000 Mantineërs[20]
- Arcadische bondgenoten van de Mantineërs
- 1000 Argeische elitetroepen
- De rest van de Argeiers, bondgenoten van Cleonae en Orneae, 7000 in totaal[20]
- De Atheners, gesteund door hun eigen cavalerie (1000 hoplieten en 300 cavalerietroepen[20])

### Verloop
Door de aard van hoplietenoorlogsvoering overvleugelden beide partijen de linkerflank van hun tegenstander. Agis probeerde zijn verzwakte linkerflank met de Sciritae en Brasidasianen te versterken met troepen van zijn rechterflank, maar zijn generaals Hipponoïdas en Aristocles weigerden deze orders uit te voeren omdat ze deze als niet uitvoerbaar beschouwden. Hierop beviel Agis de Sciritae de gelederen te sluiten, maar dit lukte niet. Hierdoor wisten de Mantineanen en de 1000 Argeische elitetroepen de linkerflank van de Spartanen terug te drijven naar hun wagenkamp.
Aan de rechterflank verliep het voor de Spartanen echter een stuk beter. Hier wisten de gedisciplineerde Spartaanse troepen de meeste Argeische troepen op de vlucht te jagen, nog voordat er echt slag geleverd werd. De Atheners, die niet op de vlucht sloegen, konden zich gedisciplineerd terugtrekken met rugdekking van hun cavalerie omdat Agis zijn overwinnende troepen op de rechterflank beviel de overlopen linker flank te steunen. Hierop sloegen de Mantineërs en Argeische elitetroepen ook op de vlucht. Sparta had de slag gewonnen. Het Argeische leger verloor 1.100 soldaten (Argos en Acardië 700 man, Athene 200 man en Mantinea 200 man). De Spartanen verloren 300 soldaten.

## Analyse
Zoals vijftig jaar later ook daadwerkelijk zou gebeuren in de slag bij Leuktra, liep Sparta ook in deze slag kans om de Peloponnesische hegemonie (en dus de Peloponnesische oorlog) op één dag te verliezen. In dat kader zijn de acties van Athene in deze periode moeilijker te verklaren. Athene sloot een bondgenootschap met Argos, maar door slechts 1300 man te sturen kozen ze ervoor om de vrede van Nicias niet compleet naast zich neer te leggen. Alcibiades, de grootste voorstander van oorlog en de architect van de Argeische alliantie, was ook geen generaal dit jaar. De Atheners, onder leiding van Nicias, hadden blijkbaar geen trek in een voortzetting van de formele oorlog en lieten hierdoor mogelijk een gouden kans aan zich voorbij gaan.
Thucydides beschrijft in detail de slag, en benadrukt met bewondering de Spartaanse discipline en krijgskunst. Zelfs compleet verrast wisten ze direct vanuit marsorde hun slagorde te formeren en slagvaardig in ritme van de fluiten marcheerden ze richting de speren van de vijand (in contrast met de lawaaierige amateuristisch opgezweepte troepen van de tegenstander). En in tegenstelling tot hun tegenstander bleef de overwinnende rechterflank van de Spartanen in formatie en was het in staat nieuwe orders uit te voeren. Thucydides beschrijft ook in detail hoe orders van de koning via officieren en onderofficieren doorgegeven werden aan de troepen. Ook wordt meerdere keren de eenheid van commando van de Spartaanse koning benadrukt: Op de eerste veldtocht doet Agis het hele leger omkeren. En de twee officieren die tijdens de slag hun orders niet opvolgden werden later verbannen uit Sparta.

## Gevolgen
Sparta zond een afgezant naar Argos, de Argeiers en de Atheners accepteerden een wapenstilstand en Orchomenus werd afgestaan. Koning Agis II, liet de stadsmuren van Mantinea afbreken en de bevolking moest weer in dorpen leven. De Spartaanse overwinning bevestigde haar hegemonie over de Peloponnesos en de rol van Argos was hierin uitgespeeld. Met het verlies in deze slag was ook de laatste kans van Athene om Sparta op land uit te dagen verloren gegaan.